# Boyelles
Boyelles är en kommun i departementet Pas-de-Calais i regionen Hauts-de-France i norra Frankrike. Kommunen ligger i kantonen Croisilles som tillhör arrondissementet Arras. År 2022 hade Boyelles 366 invånare.

## Befolkningsutveckling
Antalet invånare i kommunen Boyelles
| Referens: INSEE |